# Britannia Range
Die Britannia Range ist ein Gebirgszug im Transantarktischen Gebirge. Sie wird im Norden durch den Hatherton-Gletscher und den Darwin-Gletscher begrenzt, im Süden durch den Byrd-Gletscher und nach Westen durch das Ross-Schelfeis. Zu ihr gehören Mount McClintock, der Dartmouth Peak und Mount Henderson.
Entdeckt wurde das Gebirge 1902 von der Südgruppe der Discovery-Expedition (1901–1903) unter der Leitung des britischen Polarforschers Robert Falcon Scott, der es nach dem Schulschiff HMS Britannia benannte, auf dem zahlreiche Offiziere der Expedition ihre Kadettenzeit absolviert hatten.

## Topographische Kartenblätter

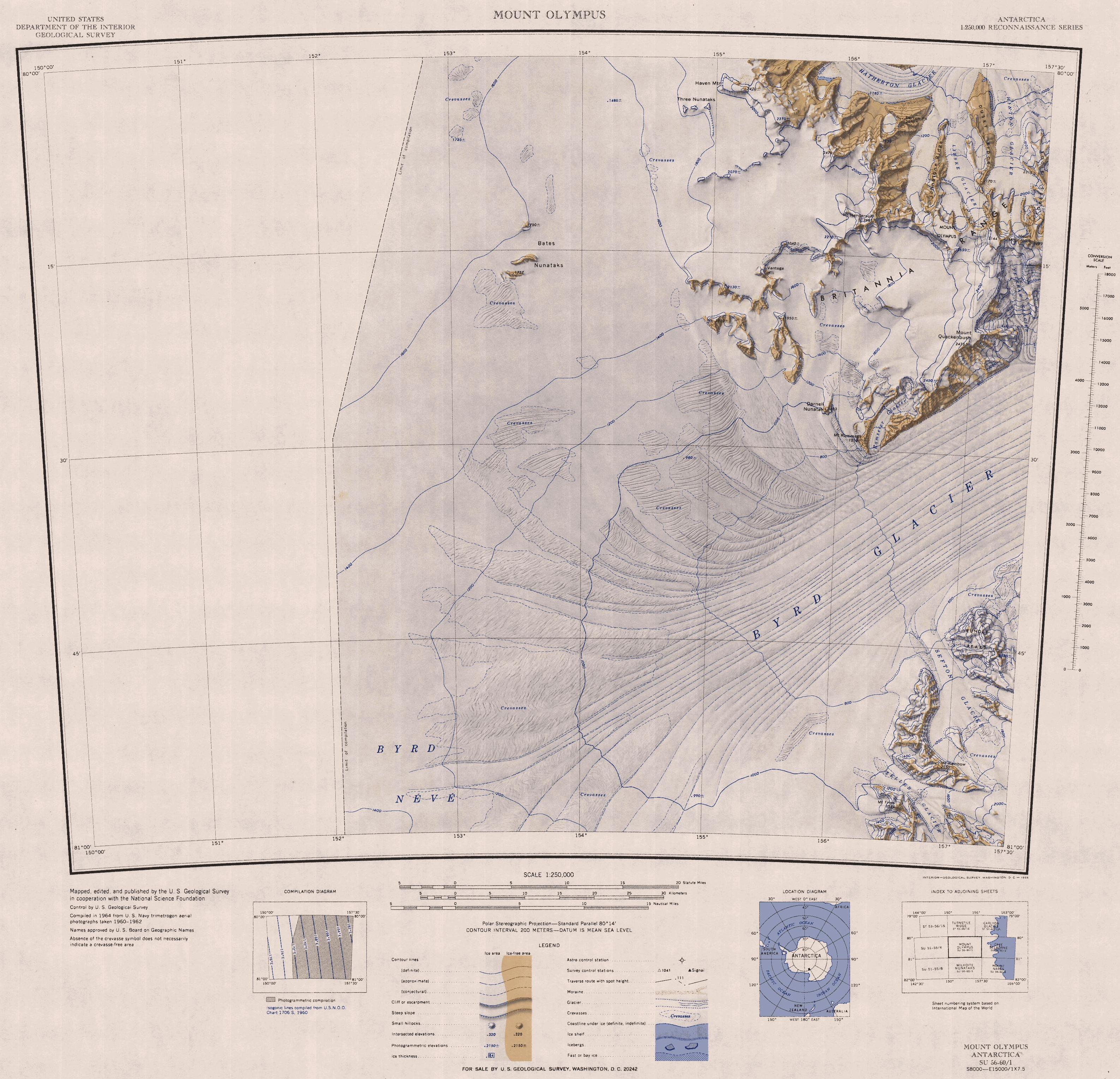
Westteil
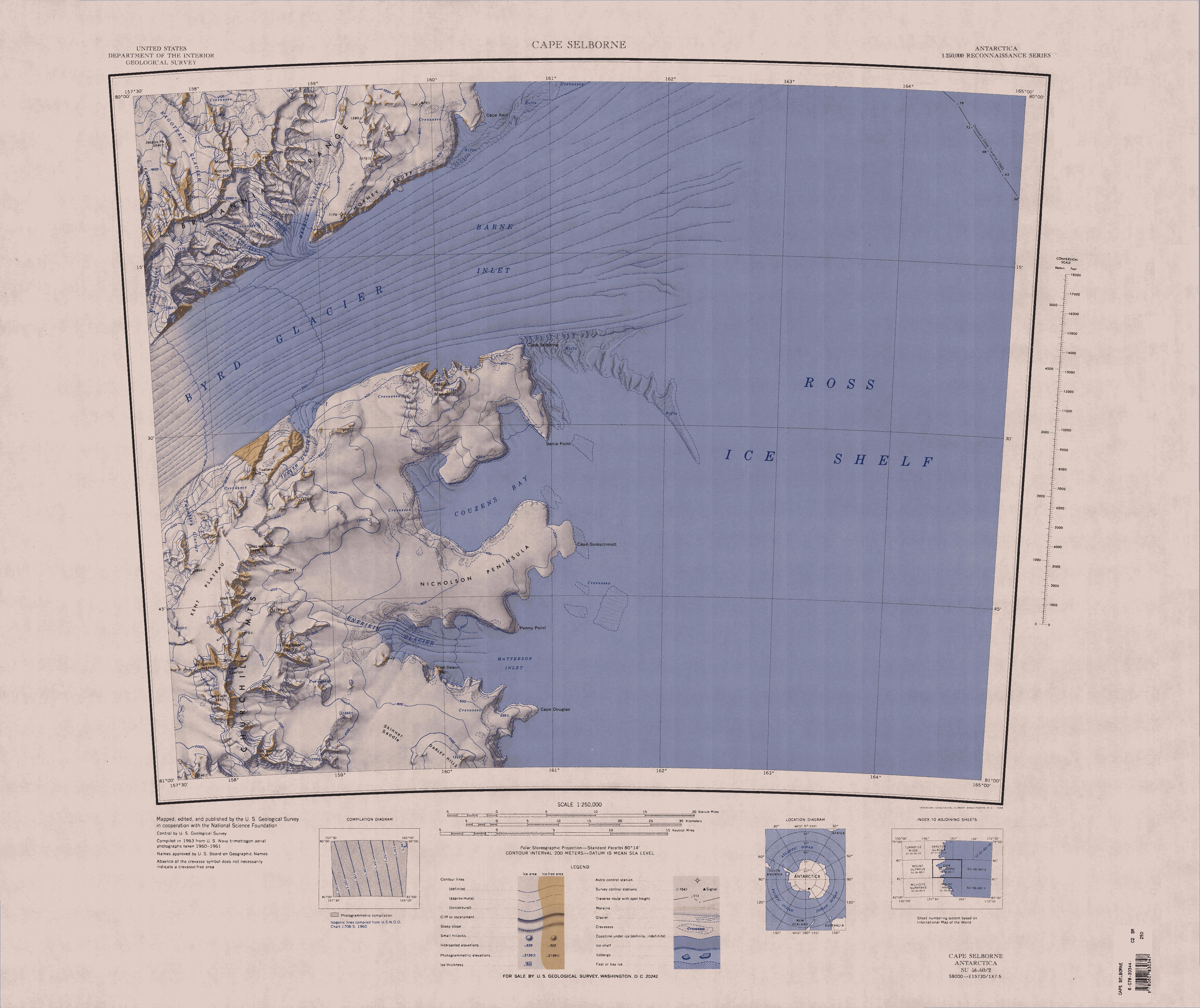
Ostteil